# Cappel (Mosel·la)
Cappel (fràncic lorenès Kapple) és un municipi francès situat al departament del Mosel·la i a la regió del Gran Est. L'any 2007 tenia 671 habitants.

## Demografia

### Població
El 2007 la població de fet de Cappel era de 671 persones. Hi havia 246 famílies, de les quals 46 eren unipersonals (27 homes vivint sols i 19 dones vivint soles), 73 parelles sense fills, 112 parelles amb fills i 15 famílies monoparentals amb fills.
La població ha evolucionat segons el següent gràfic:
Habitants censats

### Habitatges
El 2007 hi havia 256 habitatges, 249 eren l'habitatge principal de la família i 7 estaven desocupats. 233 eren cases i 22 eren apartaments. Dels 249 habitatges principals, 213 estaven ocupats pels seus propietaris, 26 estaven llogats i ocupats pels llogaters i 10 estaven cedits a títol gratuït; 1 tenia una cambra, 6 en tenien dues, 22 en tenien tres, 41 en tenien quatre i 179 en tenien cinc o més. 232 habitatges disposaven pel capbaix d'una plaça de pàrquing. A 86 habitatges hi havia un automòbil i a 138 n'hi havia dos o més.

### Piràmide de població
La piràmide de població per edats i sexe el 2009 era:
| Homes | Edats   | Dones |
| ----- | ------- | ----- |
| 0     | 95 o +  | 0     |
| 0     | 90 a 94 | 0     |
| 4     | 85 a 89 | 4     |
| 0     | 80 a 84 | 0     |
| 8     | 75 a 79 | 4     |
| 16    | 70 a 74 | 16    |
| 8     | 65 a 69 | 12    |
| 24    | 60 a 64 | 16    |
| 24    | 55 a 59 | 20    |
| 32    | 50 a 54 | 36    |
| 44    | 45 a 49 | 24    |
| 32    | 40 a 44 | 40    |
| 20    | 35 a 39 | 44    |
| 8     | 30 a 34 | 12    |
| 24    | 25 a 29 | 16    |
| 36    | 20 a 24 | 20    |
| 36    | 15 a 19 | 56    |
| 24    | 10 a 14 | 20    |
| 24    | 5 a 9   | 20    |
| 8     | 0 a 4   | 8     |

## Economia
El 2007 la població en edat de treballar era de 459 persones, 310 eren actives i 149 eren inactives. De les 310 persones actives 274 estaven ocupades (166 homes i 108 dones) i 34 estaven aturades (17 homes i 17 dones). De les 149 persones inactives 44 estaven jubilades, 36 estaven estudiant i 69 estaven classificades com a «altres inactius».

### Ingressos
El 2009 a Cappel hi havia 273 unitats fiscals que integraven 718 persones, la mediana anual d'ingressos fiscals per persona era de 18.626 €.

### Activitats econòmiques
Dels 15 establiments que hi havia el 2007, 1 era d'una empresa alimentària, 1 d'una empresa de fabricació d'altres productes industrials, 3 d'empreses de construcció, 4 d'empreses de comerç i reparació d'automòbils, 2 d'empreses d'hostatgeria i restauració, 3 d'entitats de l'administració pública i 1 d'una empresa classificada com a «altres activitats de serveis».
Dels 5 establiments de servei als particulars que hi havia el 2009, 1 era un taller de reparació d'automòbils i de material agrícola, 2 guixaires pintors, 1 empresa de construcció i 1 restaurant.
Dels 2 establiments comercials que hi havia el 2009, 1 era una botiga de més de 120 m² i 1 una botiga de menys de 120 m².
L'any 2000 a Cappel hi havia 9 explotacions agrícoles que ocupaven un total de 516 hectàrees.

## Equipaments sanitaris i escolars
El 2009 hi havia 1 escola maternal integrada dins d'un grup escolar amb les comunes properes formant una escola dispersa i 1 escola elemental integrada dins d'un grup escolar amb les comunes properes formant una escola dispersa.

## Poblacions més properes
El següent diagrama mostra les poblacions més properes.